# Émile Boutroux
Étienne Émile Marie Boutroux (* 28. Juli 1845 in Montrouge; † 22. November 1921 in Paris) war ein französischer Philosoph des 19. Jahrhunderts und entschiedener Gegner des reinen Materialismus in den Wissenschaften. Sein Anliegen war die Vereinbarkeit von Religion und Wissenschaft. Direktor der Fondation Thiers 1902. Mitglied der Académie française im Jahr 1912.

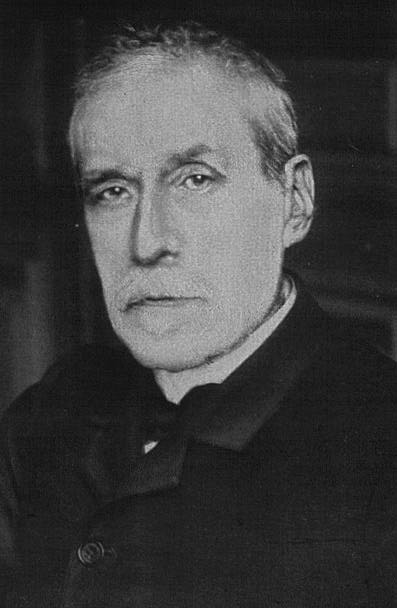
Émile Boutroux

## Leben
Émile Boutroux wuchs in Montrouge der Nähe von Paris auf (jetzt Département Hauts-de-Seine) und besuchte dort das Lycée Napoléon (heute Lycée Henri IV). Ab 1865 studierte er an der Elitehochschule École Normale Supérieure in Paris, vor allem bei Jules Lachelier, der von 1858 bis 1864 Lehrer am Lycée de Caen und anschließend bis 1875 an der École Normale Supérieure war.
1868 wechselte er auf Anregung seines Doktorvaters Félix Ravaisson an die Universität Heidelberg, hörte dort unter anderem bei Eduard Zeller, Hermann von Helmholtz und Heinrich von Treitschke und lernte hierbei die deutschen Philosophen kennen. Bemerkenswert war für ihn der offene Ideenaustausch zwischen den verschiedenen Disziplinen und Fakultäten, welcher in dieser Art in Frankreich nicht üblich war.
1870 kehrte Boutroux vor Ausbruch des Deutsch-Französischen Krieges nach Frankreich zurück. - Seine erste Anstellung war die als Philosophielehrer am Lycée von Caen. 1874 verfasst er seine Doktorarbeit De la contingence des lois de la nature („Die Kontingenz der Naturgesetze“). Darin untersucht Boutroux die Bedeutung der Philosophie Kants für die Wissenschaften. Parallel dazu entsteht die damals erforderliche Abhandlung in lateinischer Sprache De veritatibus aeternis apud Cartesium („Über die ewigen Wahrheiten bei Descartes“).
Von 1874 bis 1876 unterrichtet er an der Universität Nancy und begegnet dort seiner künftigen Frau Aline Poincaré, der Schwester des Mathematikers Henri Poincaré. Aus der Ehe geht der Mathematiker und Wissenschaftshistoriker Pierre Boutroux (1880–1922) hervor. Durch die Heirat wurde er auch verwandt mit Raymond Poincaré, einem Cousin seines Schwagers und späteren französischen Staatspräsidenten (1913–1920). 1877 übernimmt er eine Professur an der École Normale Supérieure und übersetzt in dieser Zeit auch die ersten drei Bände der „Philosophie der Griechen“ von Eduard Zeller. Ab 1885 hält Boutroux Vorlesungen über deutsche Philosophiegeschichte an der Pariser Sorbonne, 1888 wird er dort als Professor für Geschichte und neuere Philosophie berufen. 1898 wird er Mitglied der Académie des sciences morales et politiques, 1902 beendet er die Lehrtätigkeit an der Universität mit Übernahme des Direktorenpostens der Fondation Thiers. 1911 verfasst er eine ausführliche Monografie über den befreundeten William James. 1914, noch zu Studien in Jena, wendet er sich, der ehemals Deutschland und seine Philosophen so wertschätzte, bei Kriegsausbruch endgültig enttäuscht und verbittert vom „Land der Barbaren“ ab.

## Einflüsse
Der „metaphysisch-spiritualistische Positivismus“ seines Lehrers Jules-Esprit-Nicolas Lachelier war von maßgeblichem Einfluss auf Boutroux wie auch später auf Henri Bergson. Durch seinen Doktorvater Ravaisson wurde ihm die Philosophie Schellings nahegebracht. 1893 widmete er sich einem längeren Studienaufenthalt in Freiburg/Br. bei Alois Riehl. 1914 hörte er noch in Jena Rudolf Eucken.
Zu den unmittelbaren Schülern von Boutroux zählen u. a. Henri Berr, Camille Mélinand, Maurice Blondel, Émile Durkheim, Léon Brunschvicg, Henri Bergson, William James.

In Paris scharte Boutroux nach in Deutschland erlebtem Vorbild einen interdisziplinären Zirkel um sich, dem sich neben seinen unmittelbaren Schülern auch sein Bruder, der Physiker Léon Boutroux, die Mathematiker Jules Tannery und Henri Poincaré, der Astronom Benjamin Baillard und andere anschlossen. Aus diesem Kreis ("Boutroux circle") entstanden die Grundlagen des Konventionalismus.

## Kontingentismus
Zur Unterscheidung von Spiritualismus wurde Boutroux' Lehre von seinen Schülern als Kontingentismus bezeichnet. Seine Philosophie entwickelte sich in einer Epoche, die sich, auf dem Hintergrund der naturwissenschaftlichen Forschung und des damit aufgekommenen Erklärungsanspruchs, verstärkt der Fragestellung des Gegensatzes von Determinismus und Willensfreiheit widmet. Programmatisch wird der Begriff bereits in seiner Dissertation behandelt. Boutroux unterscheidet zwischen Kontingenz (frz. contingence) und Zufall (hasard) in der Art, dass Zufall das „unverursachte Eintreffen eines Ereignisses“ bezeichnet, Kontingenz dagegen die „Abwesenheit von Notwendigkeit im Einzelfall, ohne dabei die Gegenwart von Ursachen oder die Gültigkeit von Gesetzen im Allgemeinen zu verleugnen.“ Determinismus muss nach Boutroux keine universell gültige zwingende Notwendigkeit bedeuten:

"Man darf nicht Determinismus mit Wirklichkeit verwechseln: die Notwendigkeit drückt die Unmöglichkeit aus, dass ein Ding anders sei als es ist; der Determinismus drückt die Summe der Bedingungen aus, kraft deren die Erscheinung so wie sie ist, nebst all ihren Seinsformen, ausfallen muss."
Der Begriff der Kontingenz stützt sich auf die verschiedenen Qualitäten der Dinge, die die komplexe Wirklichkeit ausmachen:

„Es heißt, sich außerhalb der Bedingungen gerade der Wirklichkeit zu stellen, wenn man die Quantität auf eine homogene Qualität bezieht oder dabei von aller Qualität absieht. Alles was ist, besitzt Qualitäten und nimmt eben deshalb teil an der Indeterminiertheit und an der Veränderlichkeit, die zum Wesen der Qualität gehören. Mithin lässt sich das Prinzip des absoluten Beharrens der Quantität nicht streng auf die wirklichen Dinge anwenden: diese haben einen Gehalt von Leben und Veränderlichkeit, der sich niemals erschöpft.“
Die offensichtliche Wirklichkeit der Naturgesetze auf der einen, und die Voraussetzung dessen, was Boutroux Gottes oder menschliche Freiheit nennt (oder was später von Henri Bergson „Schöpferische Entwicklung“ genannt wird) und den damit verbundenen Gegensatz löst Boutroux durch die Annahme einer stufenweisen Verwirklichung von Kontingenz, wodurch sich eine Hierarchie der Wissenschaften ergibt, von denen die eine nicht einfach auf eine andere zurückführbar ist (etwa die Biologie auf die Chemie, diese auf Physik usw.). In der Ablehnung des cartesischen Weltbildes stimmt Boutroux, ansonsten Kritiker des Positivismus, mit Comte überein:

„Der Positivismus Auguste Comtes hat die Ergebnisse der Kritik zusammengefasst, indem er lehrte, dass das Höhere nicht auf das Niedere zurückgeführt werden kann, und dass man in dem Maße, in welchem man Rechenschaft über eine höhere Realität geben will, neue Gesetze einführen muss, die einer eigentümlichen Spezifizierung fähig und auf die vorhergehenden unzurückführbar sind.“
Dies betrifft auch die Zunahme von Kontingenz auf jeder Stufe der Gesetze, welche Boutroux hierarchisch gliedert in
- die Gesetze der Logik, darauf gründend
- die Gesetze der (vor allem arithmetischen) Mathematik
- die mechanischen Gesetze
- die physikalischen Gesetze irreversibler Vorgänge
- die Gesetze der Chemie
- die Gesetze des Lebendigen, wiederum gegliedert in biologische, psychologische und soziologische Gesetze

„Die Wissenschaft zeigt uns … eine Hierarchie der Wissenschaften, eine Hierarchie der Gesetze, die wir zwar einander näher bringen, aber nicht zu einer einzigen Wissenschaft und zu einem Gesetz verschmelzen können. Zudem zeigt sie uns, nebst der relativen Ungleichartigkeit der Gesetze, ihre gegenseitige Beeinflussung. Die physikalischen Gesetze nötigen sich dem Lebewesen auf, aber die biologischen wirken mit den physikalischen mit.“

## Werke
- De la contingence des lois de la nature (erweiterte Dissertation, 1874; deutsche Übersetzung Die Kontingenz der Naturgesetze. von Isaak Benrubi, 1907)
- La Grèce vaincue et les premiers stoïciens (1875)
- La Philosophie des Grecs, de E. Zeller (Übersetzung, 1877–1884)
- La Monadologie, de Leibnitz (Übersetzung, 1881)
- Socrate, fondateur de la science morale (1883)
- Les Nouveaux Essais, de Leibnitz (Übersetzung, 1886)
- Questions de morale et d'éducation (1895)
- De l'idée de loi naturelle dans la science et la philosophie (1895; deutsche Übersetzung Über den Begriff des Naturgesetzes in der Wissenschaft und in der Philosophie der Gegenwart. von Isaak Benrubi, 1907)
- Études d'histoire de la philosophie (1897)
- Du devoir militaire à travers les âges (1899)
- Pascal (1900)
- Essais d’histoire de la philosophie (1901)
- La Philosophie de Fichte. Psychologie du mysticisme (1902)
- Science et religion dans la philosophie contemporaine (1908)
- William James (1911)
- La Nature et l'Esprit (posthum, 1925)
- Études d'histoire de la philosophie allemande (posthum, 1926)
- La Philosophie de Kant (posthum, 1926)
- Nouvelles études d'histoire de la philosophie (posthum, 1927)
- Des vérités éternelles chez Descartes (1927, franz. Übersetzung der lat. Thesenschrift von 1874 durch Georges Canguilhem)